# Jean Harbor
Jean Harbor (Lagos, 19 de setembro de 1965) é um ex-futebolista profissional estadunidense-nigeriano que atuava como atacante.

## Carreira
Em junho de 1988, o Washington Diplomats da nova American Soccer League (ASL) contratou Harbor depois que o proprietário da equipe, Julio Piñón, o viu jogar no torneio Embassy Cup em Washington, D.C. naquele mês. Naquela temporada, o Diplomats enfrentava dificuldades para marcar gols, mas Harbor teve um impacto imediato e a equipe acabou conquistando o título da ASL.
Harbor manteve seu alto desempenho na temporada de 1989, mas foi suspenso pela liga após acertar um soco no rosto de Pedro Magallanes durante uma partida contra o Fort Lauderdale Strikers. Limitado pela suspensão de um mês, Harbor marcou sete gols naquela temporada. Em 1990, transferiu-se para o Maryland Bays. Naquele ano, a ASL havia se fundido com a Western Soccer League para formar a American Professional Soccer League (APSL). Harbor passou duas temporadas nos Bays. Em 1990, marcou oito gols e ajudou a equipe a conquistar o título da liga com uma vitória por 2–1 sobre o San Francisco Bay Blackhawks. Em 1991, liderou a liga em gols, marcando 17 vezes e dando 11 assistências em 20 partidas, mas os Bays foram eliminados pelo Albany Capitals na semifinal. Harbor foi eleito o jogador mais valioso da temporada. A equipe encerrou suas atividades ao final daquele ano.

## Seleção
Jean Harbor integrou a Seleção Estadunidense de Futebol na Copa Rei Fahd de 1992, na Arábia Saudita.

## Títulos

### Estados Unidos
- Copa Rei Fahd de 1992: 3º Lugar